# Comité Olímpico de Vietnam
El Comité Olímpico de Vietnam (vietnamita: Ủy ban Olympic Việt Nam, código del COI: VIE) es el Comité Olímpico Nacional que representa a Vietnam. Fue creado en 1952 (como de Vietnam del Sur) (como Vietnam Unificada)